# Radicale Bond
De Radicale Bond was een radicale partij in Nederland.
Progressieve liberalen splitsten zich in 1892 op initiatief van de kiesvereniging Amsterdam van de Liberale Unie af en vormden de Radicale Bond. De Radicale Bond werd geleid door Willem Treub. De partij stond voor een vergaande uitbreiding van het kiesrecht en van de sociale wetgeving. Zij was sterk beïnvloed door het kathedersocialisme. In 1901 fuseerde de partij met de linkervleugel van de Liberale Unie tot de Vrijzinnig-Democratische Bond.

## Zetelaantal in de Tweede Kamer
- 1891: 1 zetel van de 100
- 1894: 3 zetels
- 1897: 4 zetels

Voor het aantal zetels na 1901, zie VDB